# Atlas VPN
Atlas VPN war ein Freemium-VPN-Dienstanbieter mit Anwendungen für Microsoft Windows, macOS, Linux, Android, iOS, Android TV und Amazon Fire TV.
Das Online-VPN beinhaltete ein Tool, das Malware, Tracker von Drittanbietern und Werbung blockierte. Atlas VPN bot außerdem eine Funktion zur Überwachung von Datenschutzverletzungen, die Benutzer über mögliche Datenschutzverletzungen informierte.

## Geschichte
Atlas VPN wurde von Peakstar Technologies Inc. betrieben. Das Unternehmen hat seinen Sitz in den Vereinigten Staaten, Delaware, ist aber international tätig.
Im März 2020 verschenkte Atlas VPN ein dreimonatiges Abonnement für seine Premium-VPN-Dienste, um Fehlinformationen über das Coronavirus zu bekämpfen. Nach Recherchen des Unternehmens führt die Internetzensur dazu, dass die Bürger einiger Länder nicht oder falsch über das Ausmaß des Ausbruchs informiert sind.
Am 15. Oktober 2021 gab Nord Security bekannt, dass das Unternehmen eine Vereinbarung getroffen hat, Atlas VPN in sein wachsendes Portfolio von Cybersicherheitsmarken und -produkten aufzunehmen. Atlas VPN agierte jedoch weiterhin unabhängig und verfolgte seine Ziele auf dem Markt der „Freemium“-VPN-Dienste. Im Februar 2022 verteilte Atlas VPN als Geste der Unterstützung kostenlos einjährige Premium-VPN-Abonnements an Medienmitarbeiter in der Ukraine.
Im Februar 2023 erhielt Atlas VPN den dritten Platz in der VPN53-Rangliste von TechRound, in der die innovativsten VPN-Unternehmen Großbritanniens und Europas aufgeführt sind. Im August 2023 verfügte Atlas VPN über mehr als 1000 Server an 49 Standorten auf der ganzen Welt.
Ende März 2024 kündigte Atlas VPN die Einstellung des Geschäftsbetriebs per 24. April 2024 an. Bestehende Kundenaccounts werden zu NordVPN umgezogen und bleiben bis zum Ende der bezahlten Laufzeit nutzbar.

## Rezensionen
Forbes bewertete Atlas VPN mit 4,4 von 5 Punkten, wobei The Independent, Chip.de und Tom’s Hardware seine Geschwindigkeit lobten. TechRepublic wiederum bewertete ihn als budgetfreundlichen VPN-Dienst.
Computer Bild und das amerikanische Money Magazine hoben in ihren ausführlichen Testberichten die Geschwindigkeit und Sicherheit als Vorteile hervor, während sie die geringe Anzahl an US-Servern als Nachteil bemängelten.

## Technologie
Atlas VPN bot zwei verschiedene Verbindungsprotokolle: IPSec/IKEv2 und WireGuard-Tunnelprotokolle. Es verwendete ChaCha20 oder AES-256 zur Datenverschlüsselung.
Im Jahr 2020 führte Atlas VPN den VPN eeeeAdoption Index ein, eine Studie, die den Download und die Nutzung von VPNs in der ganzen Welt analysiert.
Laut ZDNET begann Atlas VPN im Februar 2023 mit der Aufrüstung seines Dienstes mit 10Gbit/s-Servern, um eine größere Anzahl von Nutzern ohne Überlastung unterbringen zu können.